# آرادو آر ۹۵

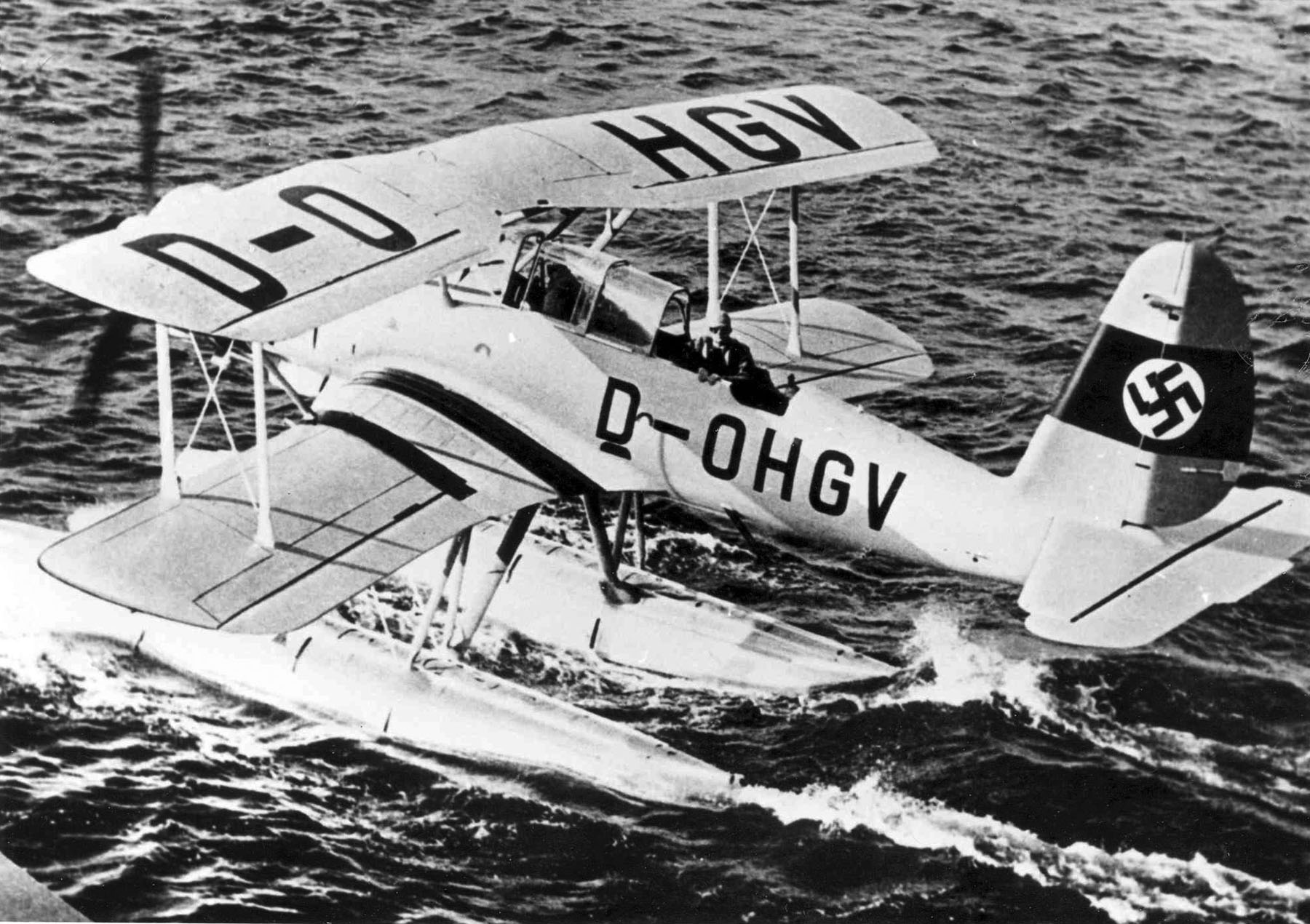
مدل آب‌نشین آر ۹۵

آرادو آر ۹۵ (به آلمانی: Arado Ar 95) یک هواگرد دوباله تک‌موتوره دو سرنشین شناسایی و گشت‌زنی هوایی ساخت شرکت آرادو در آلمان بود. هواگرد آرادو آر ۹۵ نخستین پروازش را در سال ۱۹۳۷ به انجام رساند.

## طراحی و توسعه

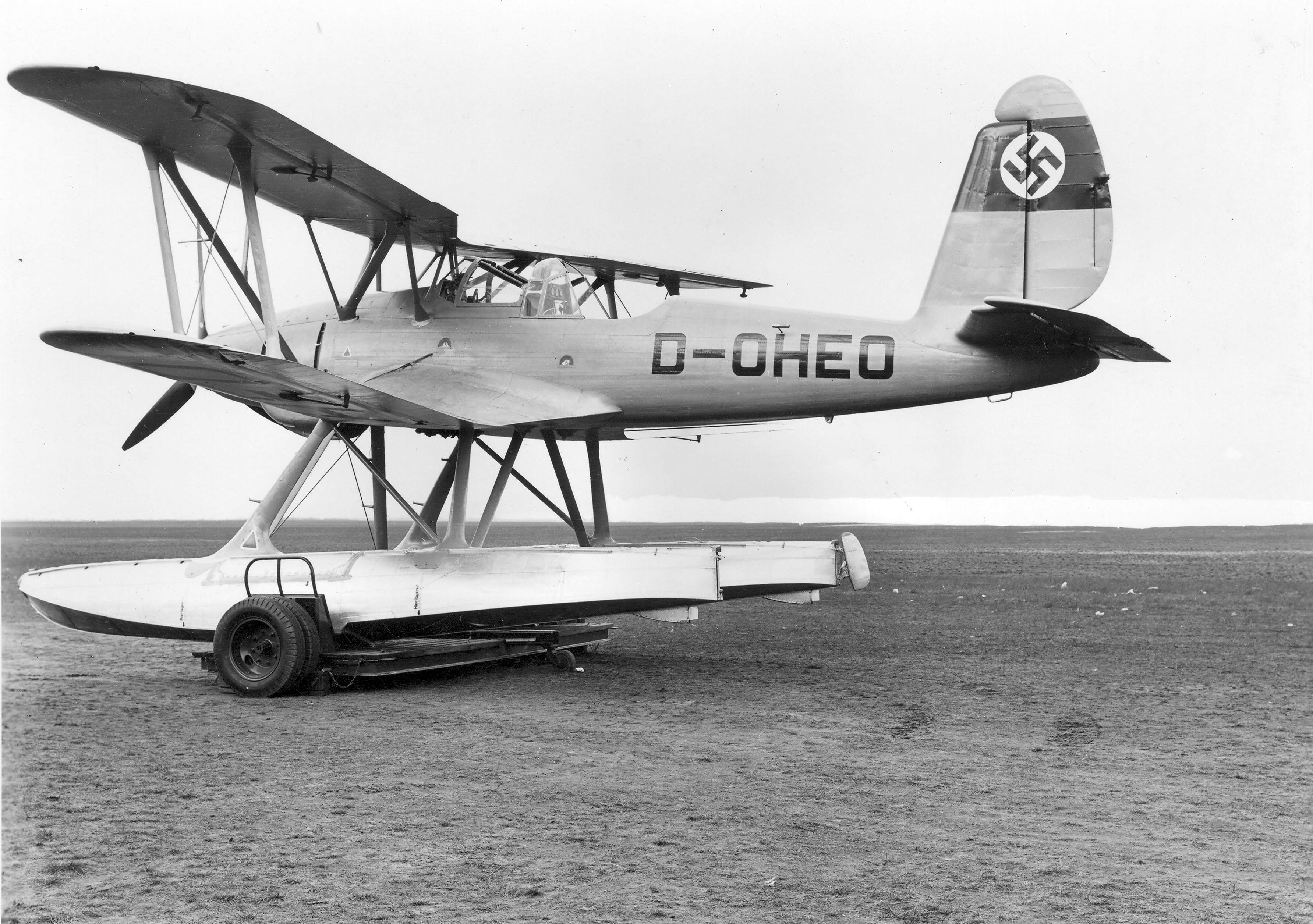
یکمین تصویر از آرادو آر ۹۵

آر ۹۵ در سال ۱۹۳۵ به عنوان یک هواگرد آب‌نشین در نقش گشت ساحلی، عملیات شناسایی و هواگرد تهاجمی سبک، توسط والتر بلومه، مهندس آلمانی طراحی شد. نخستین پیش‌نمونه به صورت دو سرنشین دوباله تمام‌فلزی با استفاده از موتور شعاعی ۹ سیلندر ب‌ام‌و ۱۳۲ با توان ۸۸۰ اسب بخار، در سال ۱۹۳۷ به پرواز درآمد. بال پایین هواگرد ضخیم‌تر و پهن‌تر از بال بالای آن بود. این حالت غیر معمول به جهت دسترسی راحت‌تر از ریشه بال پایین به اتاقک صورت گرفت. نازکی بال بالا نیز میدان دید بهتری بر فراز هواگرد تأمین می‌کرد. دو شناور با میله‌هایی به بدنه و بخش مرکزی بال‌ها اتصال داشت. اتاقک سرنشینان دو قسمتی و با یک آسمانه کشویی تمام‌سرپوشیده بود. انتهای این اتاقک جهت به‌کارگیری یک مسلسل دفاعی باز بود. بدنه آر ۹۵ از فلز سبک و دارای شاسی یکپارچه بود. بال‌های هواگرد به پشت جمع می‌شدند.
در دومین پیش‌نمونه موتور ۱۲ سیلندر یونکرس یومو ۲۱۰ با توان ۶۹۰ اسب بخار به کار برده شد. پس از آن که مشخص شد عملکرد موتور ب‌ام‌و ۱۳۲ در این هواگرد بهتر است، شش فروند آر ۹۵ مجهز به این موتور برای آزمایش‌های بیشتر همراه لژیون کوندور جهت حضور در جنگ داخلی اسپانیا به این کشور فرستاده شد. بعدها پیش‌نمونه سومی نیز با سه سرنشین ساخته شد.
از آر ۹۵ به عنوان پایه طراحی هواگرد اژدرافکن آرادو آر ۱۹۵ که جهت عملیات بر عرشه ناو هواپیمابر در حال ساخت گراف سپلین ساخته شد، استفاده گردید.

## تاریخچه عملیاتی
آر ۹۵ در رقابت با هواگرد فوکه-وولف اف‌و ۶۲، در ابتدا مورد پذیرش نیروهای مسلح آلمان واقع نشد؛ به همین جهت از دو نسخه آب‌نشین و خشکی‌نشین آن با ارابه فرود ثابت، برای صادرات استفاده گردید. شش فروند آر ۹۵اِل خشکی‌نشین با ارابه فرود پوشیده و ثابت توسط نیروی هوایی شیلی سفارش داده شد که پیش از آغاز جنگ جهانی دوم به این کشور تحویل گردید. ترکیه نیز سفارشی برای دریافت آر ۹۵و آب‌نشین ارائه کرد که با آغاز جنگ، تحویل آن محقق نشد و هواگردهای تولید شده بدین منظور تحت عنوان آر ۹۵آ به لوفت‌وافه تحویل گردیدند. لوفت‌وافه در سال ۱۹۴۱ چندین فروند از هواگردهای آر ۹۵ را جهت مقاصد آموزشی و انجام عملیات‌های شناسایی ساحلی در دریای بالتیک و خلیج فنلاند سفارش داد که تا سال ۱۹۴۴ مورد استفاده قرار گرفت.

## کاربران
- لوفت‌وافه

- نیروی هوایی شیلی
- نیروی هوایی اسپانیا

## مشخصات فنی
آرادو آر ۹۵ آ-۱:
مشخصات عمومی
- خدمه: ۲ نفر
- طول: ۱۱٫۱ متر
- طول بال بالا: ۱۲٫۵
- ارتفاع: ۳٫۶ متر
- مساحت بال: ۴۵٫۴ متر مربع
- وزن خالی: ۲۴۵۰ کیلوگرم
- حداکثر وزن هنگام برخاستن: ۳۵۶۰ کیلوگرم
- نیرومحرکه: یک موتور شعاعی پیستونی ۹ سیلندر ب‌ام‌و ۱۳۲دی‌ایی خنک‌شونده با هوا: ۸۸۰ اسب بخار
- ملخ: سه تیغه با گام‌متغیر

عملکرد
- حداکثر سرعت: ۳۱۰ کیلومتر بر ساعت در ۳۰۰۰ متری
- پایاسیر: ۲۵۵ کیلومتر بر ساعت در ۱۲۰۰ متری
- برد: ۱۱۰۰ کیلومتر
- سقف پرواز: ۷۳۰۰ متر
- سرعت اوج‌گیری: ۷٫۵ متر بر ثانیه
- نسبت توان به وزن: ۲۴۷٫۲ اسب بخار بر کیلوگرم

تسلیحات
- ۱ × مسلسل ثابت ام‌گه ۱۷ با کالیبر ۷٫۹۲ میلی‌متر شلیک‌کننده به جلو
- ۱ × مسلسل متحرک ام‌گه ۱۵ با کالیبر ۷٫۹۲ میلی‌متر پشت اتاقک خلبان برای تیربارچی دم
- ۱ × بمب ۵۰۰ کیلوگرمی یا ۱ × اژدر ۸۰۰ کیلوگرمی زیر بدنه